# 쿼지 콰텡
아콰시 아도 앨프레드 콰르텡(Akwasi Addo Alfred Kwarteng, 1975년 5월 26일 출생)은 영국의 정치인으로, 2022년 9월부터 10월까지 리즈 트러스 내각에서 영국의 재무장관을, 2021년부터 2022년까지 보리스 존슨 내각에서 사업·에너지·산업전략부 장관을 역임했다. 보수당 소속으로, 2010년부터 2024년까지 서리주 스펠톤 지역의 하원의원(MP)으로 활동했다.
콰르텡은 런던에서 가나 이민자 부모님 사이에서 태어나 세인트 폴스 주니어스, 이튼 칼리지 및 케임브리지 대학교 트리니티 칼리지에서 교육을 받았다. 그는 데일리 텔레그래프의 칼럼니스트와 재무분석가로 일하다가 영국 하원 선거에 출마했다. 백벤처 시절, 콰르텡은 《연합 이후》(2011) 및 《자유롭지 못한 영국》(2012)을 포함한 여러 논문과 서적을 공동 저술했다. 2018년 11월, 콰르텡은 테리사 메이에 의해 유럽 연합 탈퇴 담당 차관으로 임명되었다. 2019년 메이가 사임한 후, 콰르텡은 2019년 보수당 대표 선거에서 보리스 존슨이 보수당 대표가 되는 것을 지지했다. 존슨이 총리로 임명된 후, 그는 콰르텡을 사업, 에너지 및 청정 성장 국무장관으로 임명했다. 2021년 1월, 콰르텡은 사업·에너지·산업전략부 장관으로 승진했으며, 이 역할은 존슨의 총리 재임 기간 내내 유지되었다.
2022년 존슨이 사임한 후, 콰르텡은 트러스의 보수당 대표 경선을 지지했다. 트러스가 총리로 임명된 후, 그녀는 콰르텡을 영국의 재무장관으로 임명하여 최초의 흑인 재무장관이 되었다. 9월 23일, 콰르텡은 미니 예산으로 널리 비판받고 파운드 스털링이 미국 달러 대비 사상 최저 수준으로 떨어지는 원인이 된 다양한 감세 정책을 발표했다. 콰르텡은 38일 만인 10월 14일 재무장관직에서 해임되었으며, 이로써 그는 두 번째로 짧게 재임한 재무장관이 되었다. 그는 리즈 트러스가 10월 25일에 사임한 후 리시 수낵에 의해 유임된 제러미 헌트의 뒤를 이었다. 콰르텡은 2024년 영국 총선에서 의원직에서 물러났다. 이 여파로 콰르텡은 영국 역사상 최악의 재무장관 중 한 명으로 평가되었다.

## 어린 시절 및 교육
아콰시 아도 앨프레드 콰르텡은 1975년 5월 26일 월섬포리스트구에서 태어났으며, 1960년대 가나에서 유학생으로 이주한 앨프레드 K. 콰르텡과 샬럿 보아테이-콰르텡의 외동아들이었다. 그의 어머니는 법정 변호사이고 아버지는 영연방 사무국의 경제학자이다.
월섬포리스트의 국립 초등학교에서 학업을 시작한 후, 콰르텡은 런던의 사립 예비 학교인 콜렛 코트(Colet Court)에서 사립 교육을 받았으며, 1988년에 해로우 역사 상(Harrow History Prize)을 수상했다.
콰르텡은 이튼 칼리지에서 사립 교육을 계속했으며, 그곳에서 왕실 장학생(King's Scholar)으로 선정되고 뉴캐슬 장학금(Newcastle Scholarship)을 받았다.
이후 케임브리지 대학교 트리니티 칼리지에서 서양고전학과 역사를 공부하며 1993년 입학했다. 그는 더블 최우등 학위를 받았으며, 두 차례 브라운 메달(Browne Medal)을 수상했다. 1995년에는 유니버시티 챌린지 퀴즈쇼에서 우승한 팀의 일원이었다. 케임브리지에서 그는 유니버시티 피트 클럽의 일원이었고, 이후 방문하기도 했다. 하버드 대학교에서 1년간 케네디 장학생으로 있었고, 이후 2000년 케임브리지 대학교에서 경제사 박사 학위를 취득했으며, 1695~97년 재주조 위기에 대한 학위논문을 썼다.

## 초기 경력
콰르텡은 국회의원이 되기 전에 데일리 텔레그래프의 칼럼니스트로, JP모건 체이스, 웨스트LB 및 헤지펀드 오데이 자산 관리(Odey Asset Management)에서 재무분석가로 일했다. 그는 2011년 블룸즈버리에서 출판된 대영 제국의 유산을 다룬 책 《제국의 유령들(Ghosts of Empire)》을 저술했다. 또한 2011년 조나단 뒤퐁(Jonathan Dupont)과 함께 영국의 교통 체증 원인과 해결책에 대한 《정체된 국가(Gridlock Nation)》를 공동 저술했다.

### 초기 정치 경력
2015년까지 "당의 우파에서 떠오르는 별"로 평가받던 콰르텡은 2005년 영국 총선에서 브렌트 이스트 선거구의 보수당 후보로 처음 출마했다. 그는 현직 자유민주당 의원 사라 티더와 노동당 후보 야스민 쿠레시에 이어 3위를 차지했다. 콰르텡은 2006년 보수주의 싱크탱크 보우 그룹의 의장이었다. 같은 해 타임스는 그가 최초의 흑인 보수당 내각 장관이 될 수 있다고 보도했다. 그는 2008년 런던 의회 선거에서 런던 의회 보수당 후보 명단 6위였지만, 보수당이 런던 전체 목록 의석 중 3석만을 확보하여 당선되지 못했다.

## 의회 경력

### 2010년 선거와 임기

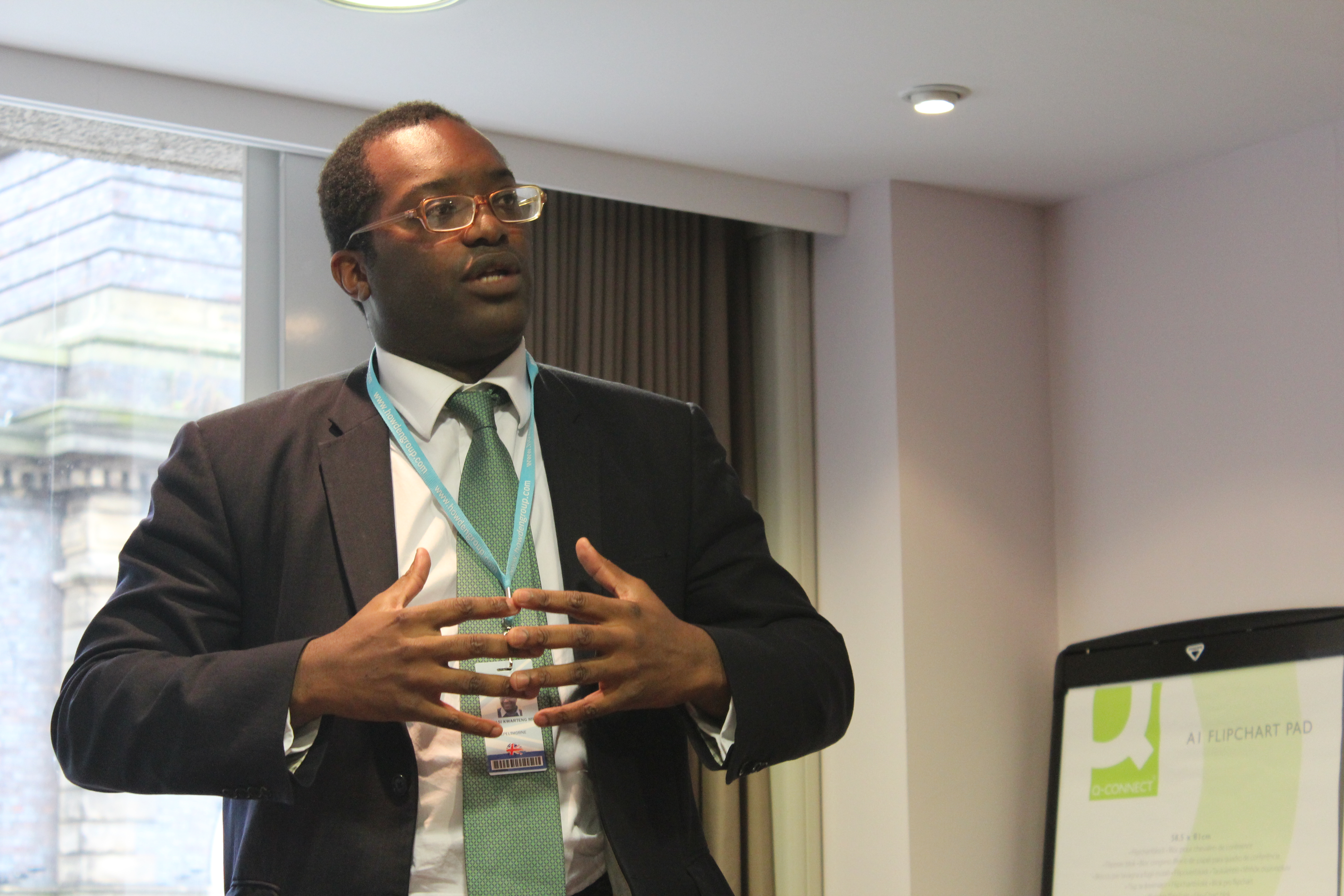
2012년 정책 교환(Policy Exchange) 행사에서 콰르텡

콰르텡은 2010년 1월 스펠톤 보수당 후보로 선정되어, 10,019표(21.2%) 차이로 당선되었다. 콰르텡은 2011년 10월 백벤처 EU 국민투표 법안에 투표하지 않았다. 2013년 그는 주택 구입 지원 제도를 "인플레이션 유발"이라고 묘사했다.
2011년 3월 그는 영국 하원 의원 금융 이해관계 등록부(Register of Members' Financial Interests)에 "오데이 자산 관리(Odey Asset Management) 컨설턴트"로서 "반기별로 10,000 파운드를 지급받을 것"이라고 등록했다. 단 한 번의 지급만 이루어진 것으로 보인다.
2014년에는 그의 저서인 《전쟁과 금: 제국, 모험, 그리고 부채의 오백년 역사》(War and Gold: A Five-Hundred-Year History of Empires, Adventures and Debt)가 출판되었다. 이 책은 자본의 역사와 투기와의 결합이 사회를 파멸시키는 돈의 지속적인 능력을 다루고 있다. 2015년에는 그의 다음 저서인 《대처의 시련: 지도자를 정의한 6개월》(Thatcher's Trial: Six Months That Defined a Leader)이 출판되었다.
콰르텡은 2015년 영국 총선에서 14,152표 차이로 재선되었다. 콰르텡은 2016년 국민투표에서 영국의 유럽 연합 탈퇴를 지지했다.

### 초기 각료 경력 (2017–2019)
2017년 영국 총선에서 콰르텡은 57.3%의 증가한 득표율로 재선되었지만, 다수표는 13,425표로 감소했다. 그는 재무장관 필립 해먼드의 의회 비서관으로 임명되었다. 2018년 11월 16일, 콰르텡은 유럽 연합 탈퇴부 장관으로 수에라 브레이버먼을 교체했다.
콰르텡은 2019년 보수당 대표 선거에서 보리스 존슨을 지지했다. 존슨이 총리로 임명된 후, 콰르텡은 총리의 형제인 조 존슨과 함께 2019년 7월 25일 영국 사업·에너지·산업전략부의 국무장관으로 임명되었다. 그는 같은 날 추밀원에 임명되었다.
2019년 9월, 콰르텡은 앤드루 닐 쇼에서 스코틀랜드 대법원이 존슨의 의회 정회가 불법이라고 판결한 후 "내가 이렇게 말하는 것은 아니지만, 많은 사람들이 판사들이 편향되어 있다고 말한다"고 말했다. 콰르텡은 덧붙여 "변호사와 판사들이 정치에 개입하는 정도는 많은 사람들을 걱정하게 한다"고 말했다. 국방장관 벤 월리스와 당시 주택부 장관 로버트 젠릭은 그의 발언에 거리를 두며 사법부를 옹호했다. 야당 의원들, 영국 변호사협회 회장, 잉글랜드 웨일스 법률 협회 회장은 그의 발언을 비판했다.
2019년 영국 총선에서 콰르텡은 58.9%의 증가한 득표율과 18,393표의 증가한 다수표로 다시 재선되었다.

### 사업, 에너지 및 산업전략부 장관 (2021–2022)

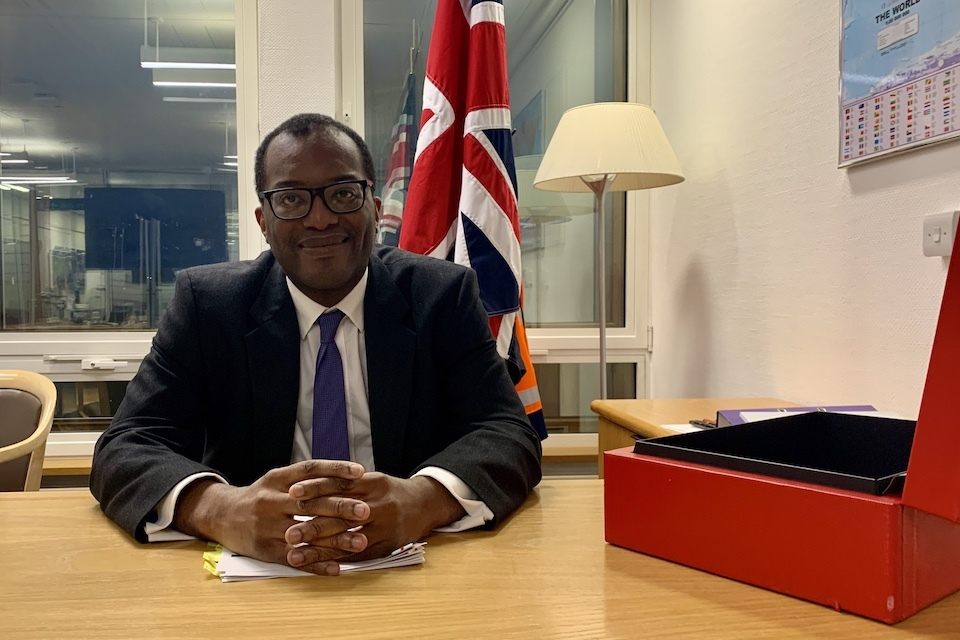
콰르텡이 사업부 장관으로 취임한 2021년 1월 11일

2021년 1월 8일, 소규모 개각의 일환으로 그는 알록 샤르마를 대신하여 사업·에너지·산업전략부 장관이 되었다. 그는 기후 변화를 막기 위해 전 세계 배출량을 줄이겠다는 부의 약속을 발표했다.

#### ISC 해체
2021년 3월, 그는 영국의 지역 재생을 목표로 하는 자문 기구인 산업 전략 위원회(Industrial Strategy Council)를 해체한 것으로 비판을 받았다. COP26 기후 정상회담 며칠 후, 콰르텡은 석유 산업계 경영자들을 만나 북해 시추를 계속하도록 독려했다.
2022년 1월, 사우디아라비아 방문 중 콰르텡은 국영 에너지 기업 사우디 아람코로부터 항공편과 접대를 받았다. 콰르텡은 또한 300파운드 상당의 레노버 태블릿을 선물로 받았다. BEIS 부서의 투명성 데이터는 콰르텡이 4,430파운드의 세금으로 상업 항공편을 이용해 사우디아라비아로 여행했음을 밝혔다. 그는 또한 사우디 에너지 장관과 함께 아람코의 샤이바 유전을 방문했지만, 이는 BEIS 투명성 기록에 기록되지 않았다. 야당 정치인들은 콰르텡이 사우디아라비아의 인권 기록을 고려할 때 사우디 국가의 환대를 받아들인 것에 대해 비판했으며, 그가 장관 규정을 위반했을 가능성에 대한 우려를 제기했다.

#### 2021년 가스 위기

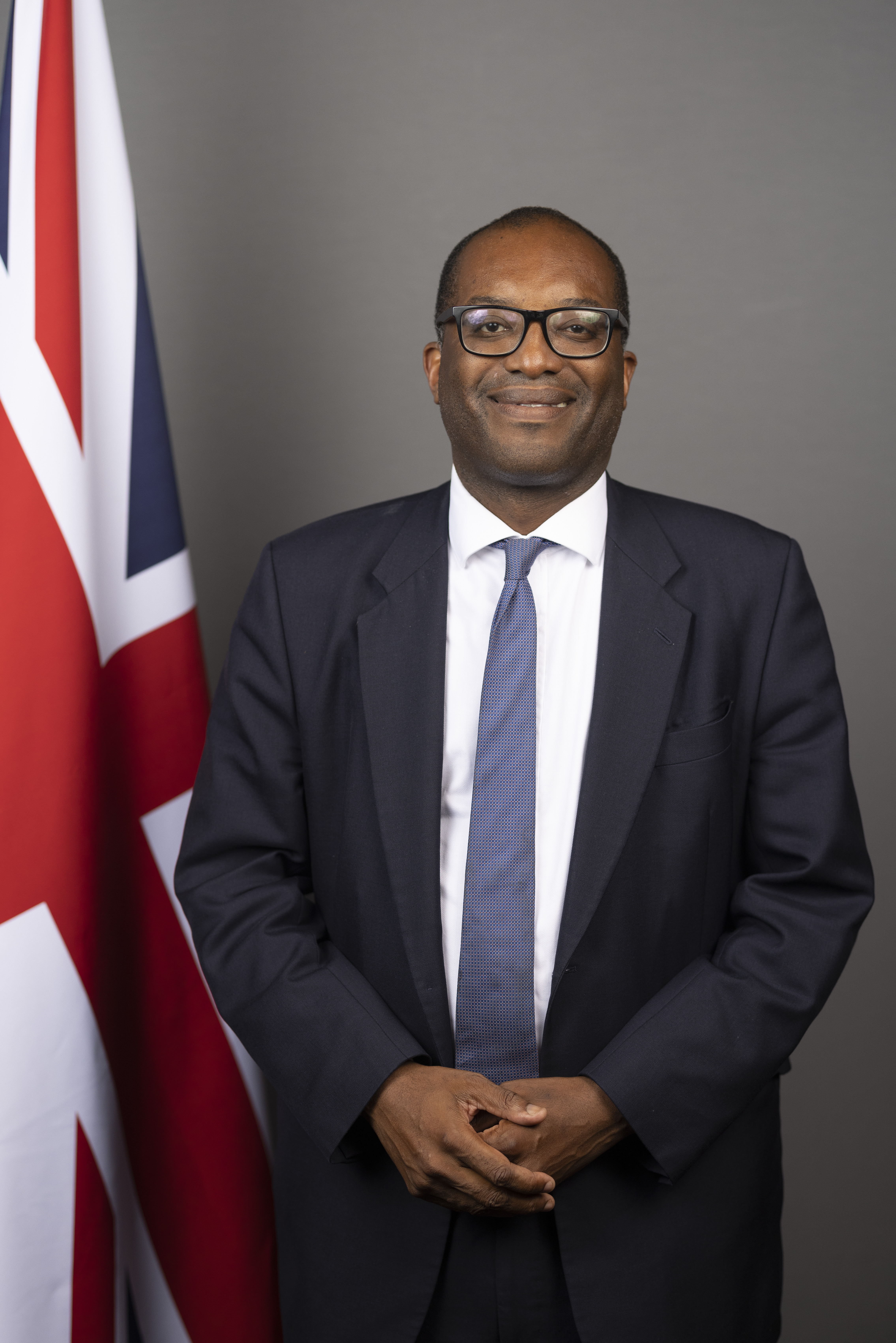
2022년 9월 콰르텡의 공식 내각 초상화

2021년 8월부터 유럽 도매 천연가스 가격의 급등으로 영국 내 일부 소규모 국내 공급업체가 사업을 중단하게 되었다. 2021년 9월, 연료 공급 위기는 도로 연료 공급에 심각한 차질을 빚었다. 콰르텡은 "전등이 꺼지거나 사람들이 난방을 할 수 없게 되는 일은 없을 것이다. 주3일근무제나 1970년대의 회귀는 없을 것이다"라고 말했다. 그는 또한 정부가 파산한 기업들을 구제하지 않을 것이라고 말했다. 노동당의 그림자 기업부 장관인 에드 밀리밴드는 콰르텡이 안일했다고 비난했다.

#### 오언 패터슨 스캔들에서의 역할
콰르텡은 영국 하원 표준 위원회에서 "터무니없는 유료 옹호"를 저지른 것으로 밝혀진 오언 패터슨의 노골적인 지지자였다. 이 판결에 대해 콰르텡은 독립적인 의회 표준 위원장, 캐서린 스톤에게 "자신의 직위를 재고하라"고 요구했다. 정부는 나중에 패터슨에 대한 지지를 철회했고, 그는 의원직을 사임했다. 야당은 콰르텡이 장관 규정을 위반했을 수 있다고 주장하며 그에 대한 조사를 요구했다.
2021년 11월 15일, 콰르텡은 스톤에게 사과 편지를 보내 "당신의 역할을 수행하는 능력에 대해 의심을 표하려 한 것이 아니었다"며 "나의 언어 선택으로 인해 야기되었을 수 있는 어떠한 불쾌감이나 고통에 대해 사과한다"고 밝혔다.

### 재무장관 (2022)

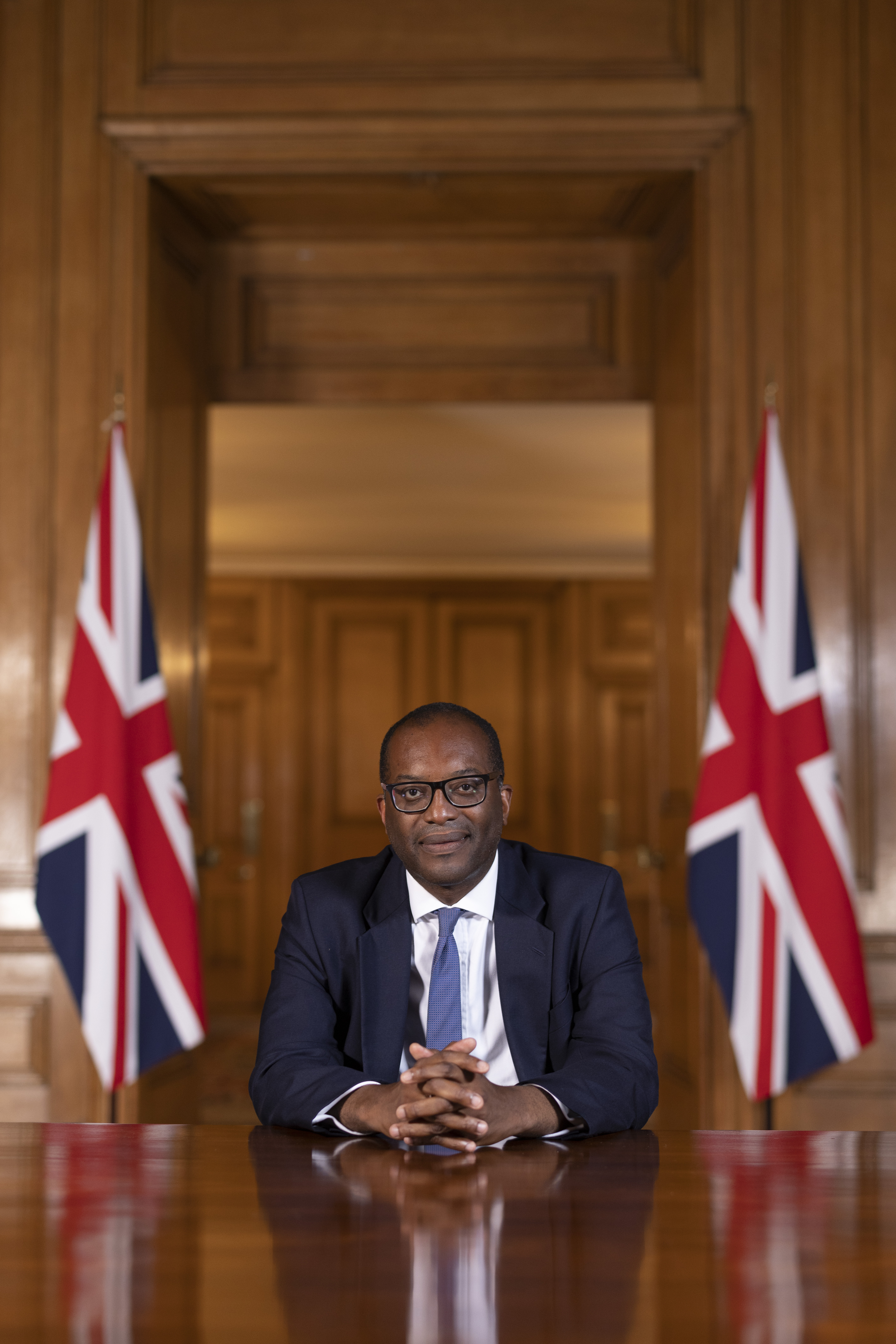
콰르텡의 공식 재무장관 초상화

2022년 존슨이 사임한 후, 콰르텡은 리즈 트러스가 보수당 대표가 되는 것을 지지했다. 트러스가 총리로 임명된 후, 그녀는 콰르텡을 영국의 재무장관으로 임명했다. 그는 첫 흑인 재무장관이었다. 2022년 9월 23일, 그는 재무부가 "재정 행사"라고 묘사한 "성장 계획 2022"(The Growth Plan 2022)라는 일련의 경제 정책을 발표했다. 이는 언론에서 "미니 예산"이라고 불렸다. 그는 예산책임청이 예산의 경제적 영향을 평가하고 예측을 제공하는 것을 거부했다.
콰르텡이 발표한 정책 중에는 2023년 4월에 시행될 소득세 기본 세율 20%에서 19%로 인하, 잉글랜드, 웨일스, 북아일랜드의 45% 고소득자 소득세 폐지, 인지세 면제 한도 상향, 에너지 요금 동결, 2022년 4월부터 적용되는 국민 보험 인상분 역전, 제안된 보건 및 사회 복지세 폐지, 은행가 보너스 한도 폐지 등이 있었다.
재정 연구소 소장 폴 존슨은 이 계획을 "50년 만에 가장 큰 감세 패키지"라고 부르며 "점점 더 비싼 금리로 막대한 돈을 빌려 정부 부채를 지속 불가능하게 늘리고 더 나은 성장을 기대하는 것 같다"고 말했다. 다음 주, 파운드화는 미국 달러 대비 사상 최저 수준으로 떨어졌고, 국채 가격의 혼란으로 영국은행은 긴급 채권 매입 프로그램을 시작했다. 이로 인해 주택 담보 대출 제공업체들은 상품의 40% 이상을 철회하고 다른 상품의 가격을 인상했다. 국제 통화 기금은 이 조치들이 불평등을 심화시킬 것이라고 경고했다.
마이클 고브와 그랜트 샵스를 포함한 여러 보수당 의원들의 비판에 따라, 콰르텡은 2022년 10월 3일 정부가 연간 15만 파운드 이상 소득자에게 적용되는 45% 고소득자 소득세 폐지 계획을 추진하지 않을 것이라고 밝혔다. 콰르텡은 이 계획이 "나라가 직면한 문제들을 해결하려는 우리의 최우선 목표에서 벗어나는 방해 요소가 되었다"고 말했다. 그는 인터뷰에서 자신의 미니 예산 이후 "약간의 혼란"이 있었음을 인정했지만, 이는 "세계적으로 매우 위험한 상황"이었다고 말했다. 10월 13일 재무장관직 유지 여부에 대한 질문에 콰르텡은 "어디 가지 않을 것"이라고 답했다.

### 해임
콰르텡은 취임 38일 만인 10월 14일 재무장관직에서 해임되었다. 이로써 그는 재임 한 달 만에 사망한 이언 매클라우드에 이어 두 번째로 짧게 재임한 재무장관이 되었다. 콰르텡의 후임은 제러미 헌트였다.
리즈 트러스 사임 및 리시 수낵의 총리 임명 후, 콰르텡은 2022년 11월 인터뷰에서 트러스에게 그녀의 불운한 경제 계획에 대해 "너무 빠르게 가고 있다"고 경고했다고 밝혔다. 콰르텡은 미니 예산 이후 그녀에게 "속도를 늦추라"고 촉구했다고 말했다. 그는 트러스에게 자신을 해고하는 것은 "미친 짓"이며, 그렇게 한다면 그녀는 "3~4주"만 버틸 것이라고 말했다고 주장했다. "겨우 6일밖에 안 갈 줄은 몰랐다"고 덧붙였다. 2022년 12월 콰르텡은 미니 예산에 대해 "너무 성급했다"고 후회하며 "전술적 미묘함이 전혀 없었다. (...) 나 자신을 포함해 사람들이 들떠 있었다"고 말했다. 콰르텡은 자신과 트러스가 정책으로 인한 경제적, 정치적 결과를 고려하기에는 너무 서둘렀다고 주장한다. 콰르텡은 트러스와 그녀의 팀이 예산과 그 정치적 또는 재정적 결과에 대한 관점을 잃었다고 주장한다.
콰르텡은 사임 후 재무부로부터 16,876파운드의 퇴직금을 받았다.
2024년 2월, 콰르텡은 2024년 영국 총선에서 의원직 재선에 출마하지 않을 것이라고 발표했다.
2024년 5월, 콰르텡은 앨러스테어 캠벨과 로리 스튜어트의 팟캐스트 리딩의 게스트로 출연했다.

## 정치적 견해

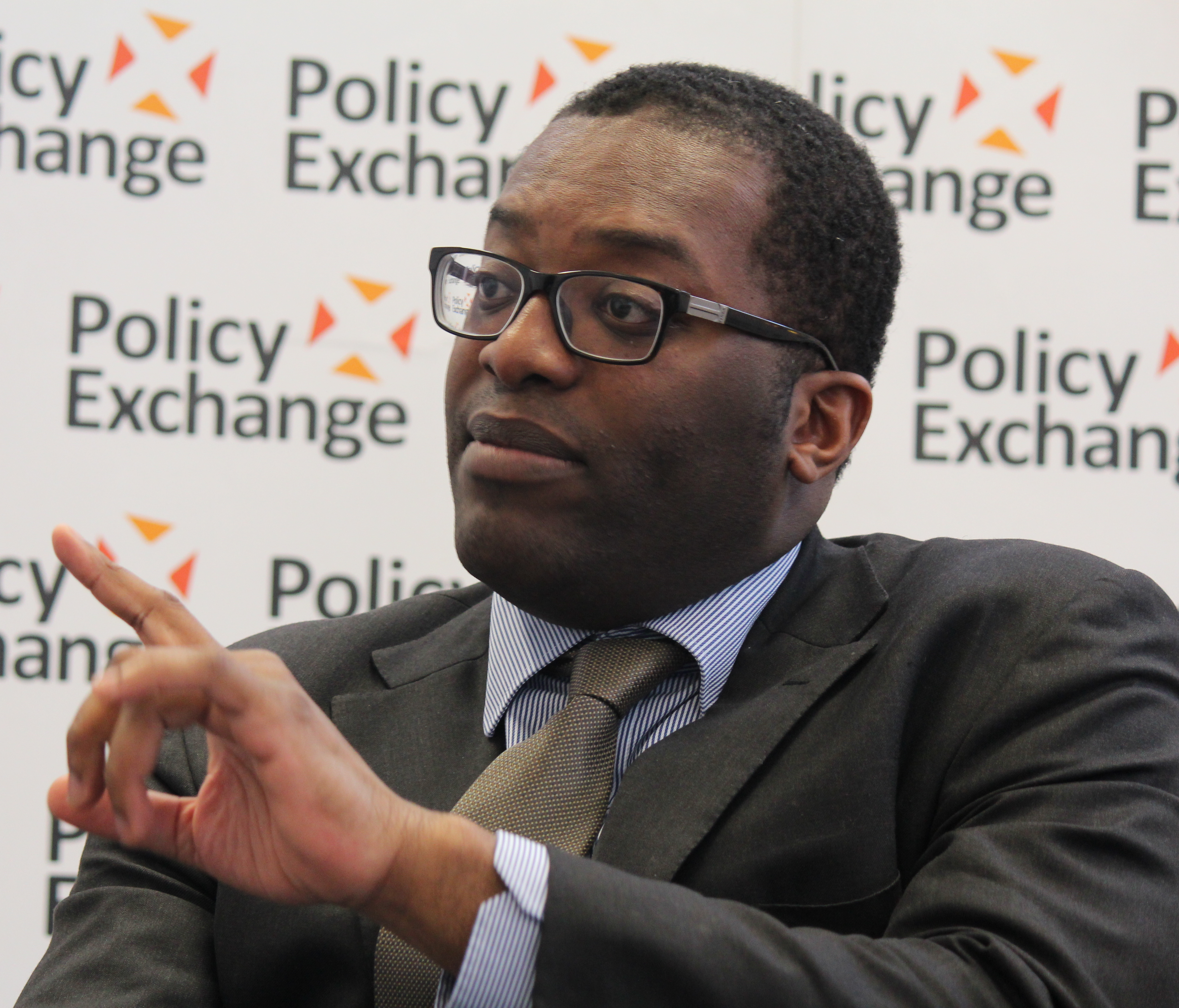
2014년 콰르텡

콰르텡은 보수당의 우파 일원으로 여겨지며, 자유 기업 그룹의 회원이다.

### 인종 문제 및 식민주의
콰르텡의 식민주의에 대한 견해는 PoliticsHome 작가에 의해 "미묘하다"고 묘사되었는데, 그는 역사적 사건에 대한 현대적 표현이 역사적 맥락 내에서 고려되어야 한다고 말하며 "사람들은 좀 더 겸손하게, 그리고 좀 더 비판적인 탐구로 역사를 바라봐야 한다고 생각한다. 많은 선입견과 강한 신념을 가지지 않기는 매우 어렵다"고 말했다.
노예 상인 에드워드 콜스턴의 동상을 포함한 대영 제국 시대 동상 및 기념물 철거에 대한 그의 생각에 대해 질문을 받았을 때, 콰르텡은 이를 "파괴 행위"라고 불렀다. 인터뷰에서 콰르텡은 Black Lives Matter 운동 지지자와 영국 제국주의 비판자들이 과거에 대해 "만화 같은 시각"을 가지고 있다고 말하며 영국 역사의 복잡성에 대한 더 큰 이해를 주장했다. 그의 인종 및 식민주의 문제에 대한 입장은 지지에서 반대까지 다양하게 나타났다. 2022년 9월 26일, 노동당 의원 루파 후크는 콰르텡의 발언에 대해 그를 "표면적으로 흑인"이라고 불렀다가 정지되었다.

### 경제 문제
2012년 8월, 콰르텡은 리즈 트러스를 포함한 네 명의 보수당 동료 의원들과 함께 《자유롭지 못한 영국》이라는 책을 공동 저술했다. 이 책은 복지국가를 "설립자 윌리엄 베버리지가 구상한 기여 원칙, 즉 기여에 대한 대가로 혜택을 받는 원칙으로 되돌리기 위해" 급진적으로 축소해야 한다고 주장한다.

## 개인 생활
콰르텡은 친구들에게 "매우 사적인" 사람으로 묘사된다. 그는 이전에 전 보수당 내무장관 앰버 러드와 연인 관계였다. 그는 2019년 12월 시티 변호사 해리엇 에드워즈와 결혼했다. 그들의 딸은 2021년에 태어났다. 그는 베이즈워터에 살았으며, 2022년 1월 그리니치에 집을 구입했다. 그는 개릭 클럽(Garrick Club)의 회원이다.

## 출판물
- Kwarteng, Kwasi (2011). 《제국의 유령들: 현대 세계 속 영국의 유산》. 런던: 블룸즈버리. ISBN 978-1-4088-2290-6. OCLC 904756788.
- Kwarteng, Kwasi (2011). 《연합 이후.》. 프리티 파텔, 도미닉 라브, 크리스 스키드모어 및 리즈 트러스. 런던: Biteback. ISBN 978-1-84954-212-8. OCLC 771875676.
- Kwarteng, Kwasi (2011). 《정체된 국가: 영국의 교통 시스템이 왜 정체 상태로 향하고 있으며 우리가 이를 막기 위해 무엇을 할 수 있는가》. 조나단 뒤퐁. 런던: Biteback. ISBN 978-1-84954-112-1. OCLC 751663991.
- 콰시 콰르텡; 프리티 파텔; 도미닉 라브; 크리스 스키드모어; 리즈 트러스 (2012). 《자유롭지 못한 영국: 성장과 번영을 위한 세계적 교훈》. 하운드밀스, 베이싱스토크, 햄프셔: 팰그레이브 맥밀런. ISBN 978-1-137-03223-2. OCLC 809314985.
- Kwarteng, Kwasi (2014). 《전쟁과 금: 제국, 모험, 그리고 부채의 오백년 역사》. 런던: 블룸즈버리. ISBN 978-1-4088-4815-9. OCLC 872709558.
- Kwarteng, Kwasi (2015). 《대처의 시련: 지도자를 정의한 6개월》. 런던: 블룸즈버리. ISBN 978-1-4088-5917-9. OCLC 919896895.